# The Beat Generation
The Beat Generation è un film del 1959 diretto da Charles F. Haas.
È un film poliziesco a sfondo drammatico e thriller statunitense con Steve Cochran, Mamie Van Doren e Ray Danton. È incentrato sulla cultura della Beat Generation.

## Produzione
Il film, diretto da Charles F. Haas su una sceneggiatura di Richard Matheson e Lewis Meltzer, fu prodotto da Albert Zugsmith tramite la Albert Zugsmith Productions e girato da fine ottobre a metà novembre 1958. I titoli di lavorazione furono  This Rebel Age e  The Beat and Naked Generation. Il film doveva originariamente essere diretto da Kurt Neumann ma dopo la morte di questi fu assunto Haas.

## Colonna sonora
- Headed for the Blues - parole di Lewis Meltzer, musica di Albert Glasser
- To the Moon - parole di Lewis Meltzer, musica di Albert Glasser
- Don't Bust Me Daddy-O - parole di Lewis Meltzer, musica di Albert Glasser
- Someday You'll Be Sorry - scritta da Louis Armstrong, eseguita da Louis Armstrong e His All-Stars
- The Beat Generation - scritta da Walton Farrar e Walter Kent, eseguita da Louis Armstrong e His All-Stars

## Distribuzione
Il film fu distribuito negli Stati Uniti dal 3 luglio 1959 al cinema dalla Metro-Goldwyn-Mayer.
Altre distribuzioni:
- in Austria nell'ottobre del 1959 (Die Haltlosen)
- in Germania Ovest il 27 novembre 1959 (Die Haltlosen)
- in Brasile (A Noite dos Malditos)
- in Grecia (O drakos me ta mavra gantia)

## Critica
Secondo Leonard Maltin il film contiene "alcune sequenze molto intense".

## Promozione
Le tagline sono:
- Behind the Weird "Way-Out" World of the Beatniks!
- The wild, weird, world of the Beatniks!...Sullen rebels, defiant chicks...searching for a life of their own! The pads...the jazz...the dives... those frantic "way-out" parties... beyond belief!